# Дэвис, Марк (функционер)
Марк М. Дэвис (англ. Mark M Davis; 18 мая 1955, Бруклин, штат Нью-Йорк) — американский предприниматель и функционер, владелец команд Лас-Вегас Рэйдерс (НФЛ), и Лас-Вегас Эйсес (WNBA). К октябрю 2015 года состояние Дэвиса оценивалось в 500 млн долл.

## Ранние годы
Родился в Бруклине в семье профессионального тренера по американскому футболу Эла и Кэрол Дэвис. Окончил Калифорнийский университет в Чико.
Работал в розничной части бизнеса «Рэйдерс», где помогал развивать магазины Raider Image. Он также работал в отделе экипировки Raiders, где в 1986 году разработал футбольную грелку для рук в виде муфты. В 1980 году представлял игрока команды Клиффа Бранча в переговорах по новому контракту, после заключённой сделки за свою близость к игрокам был выгнан своим отцом из дома. Позже он жил с Бранчем, когда команда переехала в Лос-Анджелес.

## Профессиональный спорт

### Окленд Рэйдерс, Лас-Вегас Рэйдерс
После смерти Эла Дэвиса в 2011 году, Дэвид и Кэрол владелют 47 % акций команды, которые по договору имеют статус контрольного пакета. Дэвид управляет командой изо дня в день

#### Переезд в Лас-Вегас
Дэвис получил контроль над командой ближе к концу срока аренды «Рэйдерс» стадиона Окленд-Колизеум, построенного в 1965 году и имевшего множество проблем из-за своего возраста. Кроме того, в то время это был единственный объект, в котором все ещё находились команды MLB («Окленд Атлетикс») и НФЛ, что порождало споры для обеих лиг. Первоначально Дэвис заявил о желании сохранить команду в Окленде желательно на территории Колизея или в непосредственной близости от него. Из-за отсутствия плана по реконструкции или строительству стадиона Дэвис начал общаться с властями других городах, таких как Лос-Анджелес, Сан-Антонио и Лас-Вегас.
В конце февраля 2015 года Дэвис объявил, что «Рейдеры» будут играть на общем стадионе в калифорнийском Карсоне с Сан-Диего Чарджерс. Однако предложение в итоге не выдержало конкуренцию от Сент-Луис Рэмс, которые в итоге переехали в Калифорнию на SoFi-стэдиум в Инглвуде.
В то же время сохранялся вариант Окленда. После провала карсонской затеи власти города подняли арендную плату для клуба, после чего Дэвис начал переговоры с Лас-Вегасом. Первоначально для получения там стадиона он объединился с миллиардером Шелдоном Адельсоном, но после получения финансирования для стадиона Адельсон был исключен из сделки. 27 марта 2017 года Национальная футбольная лига официально одобрила переезд команды, голосование владельцев франшиз завершилось с результатом 31-1.

### Лас-Вегас Эйсес
14 января 2021 года согласился купить у MGM Resorts International женскую баскетбольную команду Лас-Вегас Эйсес (WNBA). До того, как стать владельцем команды, Дэвис был владельцем абонемента и частым посетителем домашних игр. По его словам, старт обсуждению покупки «Эйсес» стал его разговор с генеральным директор MGM Resorts Биллу Хорнбаклу во время игры, в котором он высказал мысль о необходимости больше платить игрокам. Прежде чем сделать официальную заявку, он встретился с нападающей «Тузов» Эйжей уилсон, чтобы узнать её мнение о том, что он возглавит команду. Вскоре после покупки команды Дэвисом началось строительство тренировочного комплекса для команды в Хендерсоне рядом с комплексом «Рейдерс». Сделка была одобрена WNBA и NBA 12 февраля 2021 года.

## Философия и управленческий стиль
Дэвис сосредоточился на деловых аспектах команды «Рейдерс», оставив футбольные вопросы генеральному менеджеру команды. В этом он резко отличался от своего отца, который был хорошо известен как один из самых практичных владельцев в профессиональном спорте. Эл Дэвис стал генеральным менеджером «Рейдеров» в 1966 году после возвращения с должности комиссара американской футбольной лиги, эту должность он оставил за собой и после обретения статуса основного владельца команды в 1972 году. Он осуществлял строгий контроль как над бизнесом, так и над футбольными вопросами до самой своей смерти.
В 2013 году Дэвис уволил директора по связям с общественностью «Рейдерс» из-за статьи Sports Illustrated, в которой критиковался Эл Дэвис. Дэвис заявил, что замена директора должна была дать понять важность наследия его отца и необходимость активно её защищать его.

### Домашнее насилие в НФЛ
Дэвис публично высказался по вопросу домашнего насилия в НФЛ после ареста защитника «Сан-Франциско Форти Найнерс» Рэя Макдональда 31 августа 2014 года. Он не согласился с решением владельца команды Джеда Йорка оставить Макдональда в активном списке, предложив лиге отстранить любого игрока, арестованного с оплатой, пока «расследование продвигается». Это было первое предложение такого рода после появления видео нападения Рэя Райса, в котором конкретно содержался призыв к немедленному отстранению игроков, а не оставлению решения о приостановке участия игрока. В марте 2015 года Дэвис снова выступил публично по этому вопросу, опровергнув слухи о том, что команда начала переговоры с Грегом Харди, который был осужден по обвинению в домашнем насилии в начале этого года. Структуры «Рейдерс» традиционно активно обсуждает проблемы насилия в семье при участии Фонда Трейси Билетникофф, созданного  Фредом Билетникоффом для поддержки программ лечения наркомании и насилия в семье.

### Социальное правосудие и протесты игроков
Дэвис публично высказался по поводу спорных протестов против национального гимна в НФЛ, где игроки опускаются на колени во время исполнения национального гимна перед игрой в знак протеста против социальной несправедливости и жестокости полиции в отношении афроамериканцев. Дэвис первоначально предпочитал, чтобы его игроки стояли, но после негативных высказываний президента США Дональда Трампа поддержал вставание на колени.
В мае 2018 года вместе с Джаредом Йорком воздержался от резолюции владельцев франшиз НФЛ о протестах против гимна, в которой игрокам предлагалось стоять или оставаться в раздевалке до тех пор, пока не будет сыгран гимн, или им грозит штраф за то, что они встали на колени, сцепили руки или подняли кулак.

## Личная жизнь
Является гурманом, в список любимых ресторанов входят «Dan Tana» в Лос-Анджелесе, Калифорния, «Joe’s Stone Crab» в Майами-Бич и P.F.Chang. Дэвис известен своей фирменной стрижкой в форме чаши и вождением Dodge Caravan SE 1997 года, который оснащен комплектом для создания мыльных пузырей Mark III и видеоплеером на потолке. Между 2016 и 2017 годами пожертвовал 10 тыс. долл. политическому комитету Гридрона.